# Droga krajowa nr 66 (Polska)
Droga krajowa nr 66 – droga krajowa o długości 114 km, leżąca na obszarze województwa podlaskiego.

## Przebieg trasy
Trasa ta łączy Zambrów z granicą z Białorusią w Połowcach. 
Przebiega przez Wysoczyznę Wysokomazowiecką i Wysoczyznę Bielską. 
Trasa ta biegnie przez powiat zambrowski (Zambrów, gmina Zambrów), powiat wysokomazowiecki (gmina Wysokie Mazowieckie, Wysokie Mazowieckie, gmina Szepietowo, Szepietowo), powiat bielski (gmina Brańsk, gmina Bielsk Podlaski, Bielsk Podlaski, gmina Orla) i powiat hajnowski (gmina Kleszczele, gmina Czeremcha). Całkowicie przebiega przez województwo podlaskie. 
Przy wykorzystaniu drogi krajowej nr 63 w Zambrowie, trasa łączy północno-zachodnią Białoruś z drogą ekspresową S8, a dzięki temu z Warszawą i Łomżą.

## Historia numeracji
Na przestrzeni lat trasa posiadała różne oznaczenia:

| Numer | Przebieg | Lata obowiązywania | Źródło | Uwagi |
| ----- | --- | ------------------ | --- | --- |
| 3/2   | Zambrów – Wysokie Mazowieckie – Brańsk – Bielsk Podlaski                                                      | lata 30. – 1952    | Zygmunt Jaworski, Mapa samochodowa Polski (stan dróg) na rok 1939/40, Tadeusz Musiał, 1939. Brak numerów stron w książce | odnoga drogi państwowej nr 3 |
| 3/4   | Bielsk Podlaski – Kleszczele – Czeremcha – granica województw białostockiego i poleskiego – Wysokie Litewskie | lata 30. – 1952    | Zygmunt Jaworski, Mapa samochodowa Polski (stan dróg) na rok 1939/40, Tadeusz Musiał, 1939. Brak numerów stron w książce | - odnoga drogi państwowej nr 3 - droga o nawierzchni gruntowej - od 1945 roku w miejscu granicy województw biegnie granica państwowa, miejscowość Wysokie Litewskie poza terytorium Polski |
| ?     | Zambrów – Wysokie Maz. – Brańsk – Bielsk Podl.                                                                | 1952 – lata 70.    | - Mapa samochodowa Polski 1:1 000 , Warszawa: Państwowe Przedsiębiorstwo Wydawnictw Kartograficznych, 1962. Brak numerów stron w książce - Atlas samochodowy Polski 1:500 000. Wyd. IV. Warszawa: Państwowe Przedsiębiorstwo Wydawnictw Kartograficznych, 1965. Brak numerów stron w książce - Mapa samochodowa Polski 1:1 000 , wyd. jedenaste, Warszawa: Państwowe Przedsiębiorstwo Wydawnictw Kartograficznych, 1972. Brak numerów stron w książce | nieznana numeracja, trasa oznaczana na mapach jako droga drugorzędna |
| ?     | Bielsk Podl. – Kleszczele – Czeremcha – granica państwa                                                       | 1952 – lata 70.    | - Mapa samochodowa Polski 1:1 000 , Warszawa: Państwowe Przedsiębiorstwo Wydawnictw Kartograficznych, 1962. Brak numerów stron w książce - Atlas samochodowy Polski 1:500 000. Wyd. IV. Warszawa: Państwowe Przedsiębiorstwo Wydawnictw Kartograficznych, 1965. Brak numerów stron w książce - Mapa samochodowa Polski 1:1 000 , wyd. jedenaste, Warszawa: Państwowe Przedsiębiorstwo Wydawnictw Kartograficznych, 1972. Brak numerów stron w książce | 1. odcinek oznaczany na mapach jako droga lokalna (tzw. inna droga) 2. brak możliwości przekroczenia granicy                                                                               |
| 7     | Zambrów – Wysokie Maz. – Brańsk – Bielsk Podlaski                                                             | lata 70. – 1985    | Mapa samochodowa Polski 1:500 000. Wyd. V. Warszawa: Państwowe Przedsiębiorstwo Wydawnictw Kartograficznych, 1979. ISBN 83-7000-017-7. Brak numerów stron w książce | w późniejszych wydaniach arteria oznaczana jako droga drugorzędna |
| ?     | Bielsk Podlaski – Kleszczele – Czeremcha – granica państwa                                                    | lata 70. – 1985    | - Mapa samochodowa Polski 1:500 000. Wyd. V. Warszawa: Państwowe Przedsiębiorstwo Wydawnictw Kartograficznych, 1979. ISBN 83-7000-017-7. Brak numerów stron w książce - Hegi Gyula, Domokos György: EUROPE L'EUROPE EUROPA ЕВРОПА Road atlas Atlas Routier Autoatlas АТЛАС автомобильных дорог. Budapeszt: Cartographia Budapest, 1981. ISBN 963-350-412-0. Brak numerów stron w książce - Mapa samochodowa Polski 1:500 000. Wyd. IX. Warszawa: Państwowe Przedsiębiorstwo Wydawnictw Kartograficznych, 1984. Brak numerów stron w książce | 1. odcinek oznaczany na mapach jako droga lokalna (tzw. inna droga) 2. brak możliwości przekroczenia granicy                                                                               |
| 689   | Zambrów – Wysokie Maz. – Szepietowo – Brańsk – Bielsk Podlaski                                                | 1985 – 2000        | - Uchwała nr 192 Rady Ministrów z dnia 2 grudnia 1985 r. w sprawie zaliczenia dróg do kategorii dróg krajowych (M.P. z 1986 r. nr 3, poz. 16) - Polska: Atlas samochodowy 1:300 000. Wyd. pierwsze. Warszawa/Wrocław: Polskie Przedsiębiorstwo Wydawnictw Kartograficznych, 1992. ISBN 83-7000-080-0. Brak numerów stron w książce - Polska: Mapa samochodowa 1:700 000, wyd. 1, Szczecin: Wydawnictwo Kartograficzne KOMPAS, 1996–1997, ISBN 83-904373-2-5. Brak numerów stron w książce - Polska: Mapa samochodowa 1:700 000, wyd. II Zmienione i poprawione, Szczecin: Wydawnictwo Kartograficzne KOMPAS, 1997–1998, ISBN 83-904373-3-3. Brak numerów stron w książce                                                                                  | droga krajowa przysotosowana do ruchu ciężkiego – dopuszczalny nacisk na pojedynczą oś do 10 ton                                                                                           |
| 692   | Bielsk Podlaski – Kleszczele – Czeremcha – Połowce – granica państwa                                          | 1985 – 2000        | - Uchwała nr 192 Rady Ministrów z dnia 2 grudnia 1985 r. w sprawie zaliczenia dróg do kategorii dróg krajowych (M.P. z 1986 r. nr 3, poz. 16) - Polska: Atlas samochodowy 1:300 000. Wyd. pierwsze. Warszawa/Wrocław: Polskie Przedsiębiorstwo Wydawnictw Kartograficznych, 1992. ISBN 83-7000-080-0. Brak numerów stron w książce - Polska: Mapa samochodowa 1:700 000, wyd. 1, Szczecin: Wydawnictwo Kartograficzne KOMPAS, 1996–1997, ISBN 83-904373-2-5. Brak numerów stron w książce - Polska: Mapa samochodowa 1:700 000, wyd. II Zmienione i poprawione, Szczecin: Wydawnictwo Kartograficzne KOMPAS, 1997–1998, ISBN 83-904373-3-3. Brak numerów stron w książce                                                                                  | |
| 66    | Zambrów – Wysokie Mazowieckie – Brańsk – Bielsk Podlaski – Kleszczele – Czeremcha – granica państwa           | od 2000            | - Zarządzenie nr 6 Generalnego Dyrektora Dróg Publicznych z dnia 9 maja 2000 r. w sprawie nowych numerów dróg krajowych · (wykaz dróg w archiwum Rzeczpospolitej ) - Polska: Mapa samochodowa z podziałem administracyjnym 1:700 000, wyd. XII Zmienione, poprawione i uaktualnione, Szczecin: Wydawnictwo Kartograficzne KOMPAS, 2004–2005, ISBN 83-904373-7-6. Brak numerów stron w książce - Polska: Mapa samochodowa z podziałem administracyjnym 1:700 000, wyd. XIV Zmienione, poprawione i uaktualnione, Szczecin: Wydawnictwo Kartograficzne KOMPAS, 2005–2006, ISBN 83-904373-7-6. Brak numerów stron w książce - Polska: Mapa samochodowa 1:700 000, wyd. XXVII, Dom wydawniczy PWN, 2016, ISBN 978-83-7705-942-5. Brak numerów stron w książce | ograniczenia dla ruchu ciężkiego |

## Dopuszczalny nacisk na oś
Od 13 marca 2021 roku na drodze dozwolony jest ruch pojazdów o nacisku pojedynczej osi napędowej do 11,5 tony.

### Do 13 marca 2021
Wcześniej droga krajowa nr 66 była objęta ograniczeniami dopuszczalnego nacisku pojedynczej osi:
| Znak | Dopuszczalny nacisk | Odcinek |
| ---- | ------------------- | --- |
| DK66 | do 10 ton           | Zambrów (63, rondo Mazowieckiej Szkoły Podchorążych Rezerwy Artylerii) – Wysokie Mazowieckie – Brańsk – Bielsk Podlaski (19, ul. Wojska Polskiego) |
| DK66 | do 8 ton            | Bielsk Podlaski (19, al. Józefa Piłsudskiego) – Kleszczele – Czeremcha – Połowce – granica państwa                                                 |

## Atrakcje turystyczne
Kiedyś droga 66 była oznakowana jako droga do Białowieży, obecnie jest oznakowana jako droga do Bielska Podlaskiego. Ta trasa stanowi połączenie Białowieskiego Parku Narodowego, Narwiańskiego Parku Narodowego i sanktuarium maryjnego w Hodyszewie z resztą kraju.

## Gospodarka
Przy drodze krajowej nr 66 lub w jej pobliżu położone są takie firmy jak Mlekovita w Wysokiem Mazowieckiem), czy też firma Dobroplast (produkcja okien) w Starym Laskowcu. W Zambrowie, w pobliżu ul. Mazowieckiej znajduje się zambrowski oddział GDDKiA. Duża część terenów gospodarczych przy drodze 66 to tereny rolnicze.

## Budowy i remonty
W 2010 roku rozpoczął się remont odcinka Osipy Lepertowizna – Szepietowo (ok. 14 km) oraz wyremontowano odcinek Zambrów – Osipy Lepertowizna.
W przyszłości drogę tę ma przecinać planowana południowo-wschodnia obwodnica Zambrowa, która będzie stanowić nowy odcinek drogi krajowej nr 66 i umożliwi ominięcie od południa Zambrowa oraz Woli Zambrowskiej. Ponadto droga ma przecinać planowaną drogę ekspresową S19.

## Główne miejscowości leżące na trasie 66
Poniższa tabelka pokazuje główne miejscowości na trasie drogi krajowej nr 66 i drogi krzyżujące się z nią.
| Km.  | Główne miejscowości          | Drogi wojewódzkie | Drogi krajowe | Drogi ekspresowe i inne                 |
| ---- | ---------------------------- | ----------------- | ------------- | --------------------------------------- |
| 0    | Zambrów                      |                   | 63            | S8 E67 (dojazd przez miasto tras) nr 63 |
| 20   | Wysokie Mazowieckie          | 678               |               |                                         |
| 29   | Szepietowo                   |                   |               |                                         |
| 30.5 | Dąbrówka Kościelna           | 659               |               |                                         |
| 53   | Brańsk                       | 681               |               |                                         |
| 78   | Bielsk Podlaski              | 689               | 19            |                                         |
| 103  | Kleszczele                   | 685 693           |               |                                         |
| 111  | Czeremcha                    |                   |               |                                         |
| 115  | Granica państwa z Białorusią |                   |               |                                         |